# Райма (мухафаза)
Райма (араб.  ريمة‎) — одна из 21 мухафазы Йемена. Расположена в западной части страны, граничит с мухафазами Дамар (на юге и востоке), Ходейда (на западе и северо-западе) и Сана (на северо-востоке).
Площадь составляет 2 442 км²; население — 483 196 человек (2012). Средняя плотность населения — 197,87 чел./км². Административный центр — город Райма.